# Campionatul Mondial de Handbal Feminin pentru Tineret din 2014
Campionatul Mondial de Handbal Feminin pentru Tineret din 2014 a fost a XIX-a ediție a turneului organizat Federația Internațională de Handbal și s-a desfășurat în Croația, între 28 iunie și 13 iulie 2014.

## Echipele calificate
Africa
- Angola
- RD Congo
- Tunisia

America de Sud
- Argentina
- Brazilia
- Uruguay

Asia
- China
- Japonia
- Kazahstan
- Coreea de Sud

Europa
- Croația
- Cehia
- Danemarca
- Franța
- Germania
- Ungaria
- Țările de Jos
- Norvegia
- Portugalia
- România
- Rusia
- Serbia
- Slovenia
- Suedia

## Grupele preliminare
Programul meciurilor a fost publicat pe 19 mai.
Programul de desfășurare de mai jos respectă ora locală a Croației.
|  | Echipele calificate în fazele eliminatorii |

### Grupa A
| Echipa        | M | V | E | Î | GM  | GP  | G   | Pct |
| ------------- | - | - | - | - | --- | --- | --- | --- |
| Coreea de Sud | 5 | 4 | 0 | 1 | 183 | 132 | +51 | 8   |
| Croația       | 5 | 4 | 0 | 1 | 134 | 101 | +33 | 8   |
| Norvegia      | 5 | 3 | 0 | 2 | 165 | 116 | +49 | 6   |
| Cehia         | 5 | 3 | 0 | 2 | 141 | 124 | +17 | 6   |
| Uruguay       | 5 | 1 | 0 | 4 | 103 | 172 | −69 | 2   |
| Kazahstan     | 5 | 0 | 0 | 5 | 103 | 183 | −80 | 0   |

| 28 iunie 2014 16:15 | Norvegia                    | 31 – 18 | Cehia     | Športska dvorana, Dugo Selo Asistență: 100 Arbitri: Florescu, Stoia |
| 28 iunie 2014 16:15 | Aardahl, Arntzen, Ingstad 4 | (14–10) | Pokorná 6 | Športska dvorana, Dugo Selo Asistență: 100 Arbitri: Florescu, Stoia |
| 28 iunie 2014 16:15 | 2× 3×                       | Cronica | 3×        | Športska dvorana, Dugo Selo Asistență: 100 Arbitri: Florescu, Stoia |

| 28 iunie 2014 18:30 | Coreea de Sud | 48 – 26 | Kazahstan     | Športska dvorana, Dugo Selo Asistență: 1,000 Arbitri: Erdoğan, Özdeniz |
| 28 iunie 2014 18:30 | Yu 12         | (22–14) | Alexandrova 8 | Športska dvorana, Dugo Selo Asistență: 1,000 Arbitri: Erdoğan, Özdeniz |
| 28 iunie 2014 18:30 | 4× 3×         | Cronica | 7× 2×         | Športska dvorana, Dugo Selo Asistență: 1,000 Arbitri: Erdoğan, Özdeniz |

| 28 iunie 2014 20:45 | Croația | 27 – 14 | Uruguay    | Športska dvorana, Dugo Selo Asistență: 500 Arbitri: Al-Watani, Qamber |
| 28 iunie 2014 20:45 | Dežić 7 | (10–11) | Barreiro 4 | Športska dvorana, Dugo Selo Asistență: 500 Arbitri: Al-Watani, Qamber |
| 28 iunie 2014 20:45 | 4× 3×   | Cronica | 2× 4× 1×   | Športska dvorana, Dugo Selo Asistență: 500 Arbitri: Al-Watani, Qamber |

| 30 iunie 2014 16:00 | Cehia  | 30 – 27 | Coreea de Sud | Športska dvorana, Dugo Selo Asistență: 50 Arbitri: Bethmann, Tzaferopoulos |
| 30 iunie 2014 16:00 | Malá 6 | (11–12) | Won 7         | Športska dvorana, Dugo Selo Asistență: 50 Arbitri: Bethmann, Tzaferopoulos |
| 30 iunie 2014 16:00 | 4× 3×  | Cronica | 5× 3×         | Športska dvorana, Dugo Selo Asistență: 50 Arbitri: Bethmann, Tzaferopoulos |

| 30 iunie 2014 18:15 | Uruguay    | 20 – 45 | Norvegia | Športska dvorana, Dugo Selo Asistență: 100 Arbitri: Li, Wang |
| 30 iunie 2014 18:15 | Barreiro 9 | (13–24) | Venn 9   | Športska dvorana, Dugo Selo Asistență: 100 Arbitri: Li, Wang |
| 30 iunie 2014 18:15 | 3×         | Cronica | 4× 3×    | Športska dvorana, Dugo Selo Asistență: 100 Arbitri: Li, Wang |

| 30 iunie 2014 20:30 | Kazahstan                | 17 – 32 | Croația            | Športska dvorana, Dugo Selo Asistență: 350 Arbitri: Boualloucha, Khenissi |
| 30 iunie 2014 20:30 | Alexandrova, Kapralova 6 | (7–19)  | Mamić, Mičijević 5 | Športska dvorana, Dugo Selo Asistență: 350 Arbitri: Boualloucha, Khenissi |
| 30 iunie 2014 20:30 | 3×                       | Cronica | 1× 3×              | Športska dvorana, Dugo Selo Asistență: 350 Arbitri: Boualloucha, Khenissi |

| 2 iulie 2014 16:00 | Norvegia        | 42 – 19 | Kazahstan     | Športska dvorana, Dugo Selo Asistență: 100 Arbitri: Bethmann, Tzaferopoulos |
| 2 iulie 2014 16:00 | Arntzen, Venn 7 | (21-9)  | Alexandrova 9 | Športska dvorana, Dugo Selo Asistență: 100 Arbitri: Bethmann, Tzaferopoulos |
| 2 iulie 2014 16:00 | 1× 3×           | Cronica | 7× 3×         | Športska dvorana, Dugo Selo Asistență: 100 Arbitri: Bethmann, Tzaferopoulos |

| 2 iulie 2014 18:15 | Coreea de Sud   | 29 – 27 | Croația | Športska dvorana, Dugo Selo Asistență: 500 Arbitri: Volodkov, Zotin |
| 2 iulie 2014 18:15 | Choi, Jo, Kim 5 | (11-9)  | Mamić 5 | Športska dvorana, Dugo Selo Asistență: 500 Arbitri: Volodkov, Zotin |
| 2 iulie 2014 18:15 | 7× 3×           | Cronica | 5× 3×   | Športska dvorana, Dugo Selo Asistență: 500 Arbitri: Volodkov, Zotin |

| 2 iulie 2014 20:30 | Cehia  | 33 – 24 | Uruguay     | Športska dvorana, Dugo Selo Asistență: 100 Arbitri: Erdoğan, Özdeniz |
| 2 iulie 2014 20:30 | Malá 8 | (14-11) | Barreiro 10 | Športska dvorana, Dugo Selo Asistență: 100 Arbitri: Erdoğan, Özdeniz |
| 2 iulie 2014 20:30 | 5× 2×  | Cronica | 3×          | Športska dvorana, Dugo Selo Asistență: 100 Arbitri: Erdoğan, Özdeniz |

| 3 iulie 2014 16:00 | Coreea de Sud | 45 – 22 | Uruguay    | Športska dvorana, Dugo Selo Asistență: 100 Arbitri: Florescu, Stoia |
| 3 iulie 2014 16:00 | Lee, Hur 6    | (25-11) | Barreiro 9 | Športska dvorana, Dugo Selo Asistență: 100 Arbitri: Florescu, Stoia |
| 3 iulie 2014 16:00 | 3×            | Cronica | 2× 3×      | Športska dvorana, Dugo Selo Asistență: 100 Arbitri: Florescu, Stoia |

| 3 iulie 2014 18:15 | Croația            | 25 – 20 | Norvegia  | Športska dvorana, Dugo Selo Asistență: 500 Arbitri: Andorka, Hucker |
| 3 iulie 2014 18:15 | Dežić, Mičijević 6 | (14-14) | Oftedal 5 | Športska dvorana, Dugo Selo Asistență: 500 Arbitri: Andorka, Hucker |
| 3 iulie 2014 18:15 | 2× 1×              | Cronica | 2× 3×     | Športska dvorana, Dugo Selo Asistență: 500 Arbitri: Andorka, Hucker |

| 3 iulie 2014 20:30 | Kazahstan     | 19 – 39 | Cehia       | Športska dvorana, Dugo Selo Arbitri: Li, Wang |
| 3 iulie 2014 20:30 | Alexandrova 5 | (6-19)  | Selaisová 6 | Športska dvorana, Dugo Selo Arbitri: Li, Wang |
| 3 iulie 2014 20:30 | 4× 3×         | Cronica | 2× 3×       | Športska dvorana, Dugo Selo Arbitri: Li, Wang |

| 5 iulie 2014 16:15 | Uruguay     | 23 – 22 | Kazahstan      | Športska dvorana, Dugo Selo Asistență: 30 Arbitri: Al-Watani, Qamber |
| 5 iulie 2014 16:15 | Barreiro 10 | (13-13) | Alexandrova 10 | Športska dvorana, Dugo Selo Asistență: 30 Arbitri: Al-Watani, Qamber |
| 5 iulie 2014 16:15 | 2× 3×       | Cronica | 3×             | Športska dvorana, Dugo Selo Asistență: 30 Arbitri: Al-Watani, Qamber |

| 5 iulie 2014 18:30 | Croația | 23 – 21 | Cehia             | Športska dvorana, Dugo Selo Asistență: 450 Arbitri: Florescu, Stoia |
| 5 iulie 2014 18:30 | Dežić 5 | (12-14) | Fryčáková, Malá 4 | Športska dvorana, Dugo Selo Asistență: 450 Arbitri: Florescu, Stoia |
| 5 iulie 2014 18:30 | 4× 3×   | Cronica | 8× 3×             | Športska dvorana, Dugo Selo Asistență: 450 Arbitri: Florescu, Stoia |

| 5 iulie 2014 20:45 | Norvegia  | 27 – 34 | Coreea de Sud | Športska dvorana, Dugo Selo Asistență: 200 Arbitri: Boualloucha, Khenissi |
| 5 iulie 2014 20:45 | Oftedal 8 | (12-16) | Lee 13        | Športska dvorana, Dugo Selo Asistență: 200 Arbitri: Boualloucha, Khenissi |
| 5 iulie 2014 20:45 | 3×        | Cronica | 4× 3×         | Športska dvorana, Dugo Selo Asistență: 200 Arbitri: Boualloucha, Khenissi |

### Grupa B
| Echipa        | M | V | E | Î | GM  | GP  | G   | Pct |
| ------------- | - | - | - | - | --- | --- | --- | --- |
| Danemarca     | 5 | 5 | 0 | 0 | 147 | 113 | +34 | 10  |
| Germania      | 5 | 4 | 0 | 1 | 145 | 112 | +33 | 8   |
| Țările de Jos | 5 | 3 | 0 | 2 | 130 | 131 | −1  | 6   |
| Serbia        | 5 | 2 | 0 | 3 | 127 | 144 | −17 | 4   |
| Argentina     | 5 | 1 | 0 | 4 | 117 | 141 | −24 | 2   |
| Angola        | 5 | 0 | 0 | 5 | 135 | 160 | −25 | 0   |

| 28 iunie 2014 16:15 | Danemarca  | 34 – 30 | Angola    | Dom Sportova, Zagreb Asistență: 100 Arbitri: Bethmann, Tzaferopoulos |
| 28 iunie 2014 16:15 | Tranborg 8 | (15–12) | Kassoma 9 | Dom Sportova, Zagreb Asistență: 100 Arbitri: Bethmann, Tzaferopoulos |
| 28 iunie 2014 16:15 | 5× 3×      | Cronica | 4× 3×     | Dom Sportova, Zagreb Asistență: 100 Arbitri: Bethmann, Tzaferopoulos |

| 28 iunie 2014 18:30 | Țările de Jos     | 25 – 23 | Argentina | Dom Sportova, Zagreb Asistență: 100 Arbitri: Li, Wang |
| 28 iunie 2014 18:30 | cinci jucătoare 3 | (16–13) | Karsten 7 | Dom Sportova, Zagreb Asistență: 100 Arbitri: Li, Wang |
| 28 iunie 2014 18:30 | 6× 3×             | Cronica | 2× 1×     | Dom Sportova, Zagreb Asistență: 100 Arbitri: Li, Wang |

| 28 iunie 2014 20:45 | Germania | 26 – 20 | Serbia          | Dom Sportova, Zagreb Asistență: 120 Arbitri: Volodkov, Zotin |
| 28 iunie 2014 20:45 | Smits 10 | (16–10) | Radosavljević 6 | Dom Sportova, Zagreb Asistență: 120 Arbitri: Volodkov, Zotin |
| 28 iunie 2014 20:45 | 7× 3×    | Cronica | 7× 4×           | Dom Sportova, Zagreb Asistență: 120 Arbitri: Volodkov, Zotin |

| 30 iunie 2014 16:00 | Angola     | 32 – 35 | Țările de Jos | Dom Sportova, Zagreb Asistență: 130 Arbitri: Erdoğan, Özdeniz |
| 30 iunie 2014 16:00 | Nenganga 7 | (16–20) | Smits 8       | Dom Sportova, Zagreb Asistență: 130 Arbitri: Erdoğan, Özdeniz |
| 30 iunie 2014 16:00 | 4×         | Cronica | 6× 4×         | Dom Sportova, Zagreb Asistență: 130 Arbitri: Erdoğan, Özdeniz |

| 30 iunie 2014 18:15 | Serbia       | 22 – 36 | Danemarca  | Dom Sportova, Zagreb Asistență: 150 Arbitri: Andorka, Hucker |
| 30 iunie 2014 18:15 | Janjušević 7 | (12–17) | Offendal 9 | Dom Sportova, Zagreb Asistență: 150 Arbitri: Andorka, Hucker |
| 30 iunie 2014 18:15 | 3× 4×        | Cronica | 3× 2×      | Dom Sportova, Zagreb Asistență: 150 Arbitri: Andorka, Hucker |

| 30 iunie 2014 20:30 | Argentina | 19 – 36 | Germania | Dom Sportova, Zagreb Asistență: 100 Arbitri: Florescu, Stoia |
| 30 iunie 2014 20:30 | Karsten 6 | (10–17) | Rode 6   | Dom Sportova, Zagreb Asistență: 100 Arbitri: Florescu, Stoia |
| 30 iunie 2014 20:30 | 1× 2×     | Cronica | 2× 3×    | Dom Sportova, Zagreb Asistență: 100 Arbitri: Florescu, Stoia |

| 2 iulie 2014 16:00 | Danemarca  | 27 - 21 | Argentina | Dom Sportova, Zagreb Asistență: 50 Arbitri: Boualloucha, Khenissi |
| 2 iulie 2014 16:00 | Offendal 6 | (16-11) | Karsten 6 | Dom Sportova, Zagreb Asistență: 50 Arbitri: Boualloucha, Khenissi |
| 2 iulie 2014 16:00 | 3×         | Cronica | 3×        | Dom Sportova, Zagreb Asistență: 50 Arbitri: Boualloucha, Khenissi |

| 2 iulie 2014 18:15 | Țările de Jos          | 22 - 24 | Germania | Dom Sportova, Zagreb Asistență: 150 Arbitri: Andorka, Hucker |
| 2 iulie 2014 18:15 | Dulfer, Steenbakkers 4 | (13-12) | Smits 6  | Dom Sportova, Zagreb Asistență: 150 Arbitri: Andorka, Hucker |
| 2 iulie 2014 18:15 | 3× 2×                  | Cronica | 2×       | Dom Sportova, Zagreb Asistență: 150 Arbitri: Andorka, Hucker |

| 2 iulie 2014 20:30 | Angola    | 24 - 28 | Serbia    | Dom Sportova, Zagreb Asistență: 50 Arbitri: Al-Watani, Qamber |
| 2 iulie 2014 20:30 | Machado 9 | (14-14) | Radović 7 | Dom Sportova, Zagreb Asistență: 50 Arbitri: Al-Watani, Qamber |
| 2 iulie 2014 20:30 | 10× 2× 1× | Cronica | 8× 3×     | Dom Sportova, Zagreb Asistență: 50 Arbitri: Al-Watani, Qamber |

| 3 iulie 2014 16:00 | Țările de Jos | 33 - 28 | Serbia       | Dom Sportova, Zagreb Asistență: 70 Arbitri: Boualloucha, Khenissi |
| 3 iulie 2014 16:00 | Dulfer 7      | (15-16) | Janjušević 7 | Dom Sportova, Zagreb Asistență: 70 Arbitri: Boualloucha, Khenissi |
| 3 iulie 2014 16:00 | 3×            | Cronica | 1× 2×        | Dom Sportova, Zagreb Asistență: 70 Arbitri: Boualloucha, Khenissi |

| 3 iulie 2014 18:15 | Germania | 25 - 26 | Danemarca  | Dom Sportova, Zagreb Asistență: 70 Arbitri: Erdoğan, Özdeniz |
| 3 iulie 2014 18:15 | Rode 9   | (13-12) | Tranborg 6 | Dom Sportova, Zagreb Asistență: 70 Arbitri: Erdoğan, Özdeniz |
| 3 iulie 2014 18:15 | 3×       | Cronica | 2×         | Dom Sportova, Zagreb Asistență: 70 Arbitri: Erdoğan, Özdeniz |

| 3 iulie 2014 20:30 | Argentina  | 29 - 24 | Angola                    | Dom Sportova, Zagreb Asistență: 40 Arbitri: Volodkov, Zotin |
| 3 iulie 2014 20:30 | Karsten 16 | (18-13) | Kassoma, Machado, Pemba 4 | Dom Sportova, Zagreb Asistență: 40 Arbitri: Volodkov, Zotin |
| 3 iulie 2014 20:30 | 2× 3×      | Cronica | 6× 3×                     | Dom Sportova, Zagreb Asistență: 40 Arbitri: Volodkov, Zotin |

| 5 iulie 2014 16:15 | Serbia        | 29 - 25 | Argentina | Dom Sportova, Zagreb Asistență: 50 Arbitri: Andorka, Hucker |
| 5 iulie 2014 16:15 | Janjušević 11 | (18-12) | Karsten 9 | Dom Sportova, Zagreb Asistență: 50 Arbitri: Andorka, Hucker |
| 5 iulie 2014 16:15 | 7× 2×         | Cronica | 2×        | Dom Sportova, Zagreb Asistență: 50 Arbitri: Andorka, Hucker |

| 5 iulie 2014 18:30 | Germania      | 34 - 25 | Angola     | Dom Sportova, Zagreb Asistență: 100 Arbitri: Bethmann, Tzaferopoulos |
| 5 iulie 2014 18:30 | Rode, Smits 7 | (16-14) | Machado 10 | Dom Sportova, Zagreb Asistență: 100 Arbitri: Bethmann, Tzaferopoulos |
| 5 iulie 2014 18:30 | 6× 3×         | Cronica | 5× 3×      | Dom Sportova, Zagreb Asistență: 100 Arbitri: Bethmann, Tzaferopoulos |

| 5 iulie 2014 20:45 | Danemarca          | 24 - 15 | Țările de Jos       | Dom Sportova, Zagreb Asistență: 165 Arbitri: Volodkov, Zotin |
| 5 iulie 2014 20:45 | Haugsted, Larsen 4 | (11-9)  | Smits, Vollebregt 3 | Dom Sportova, Zagreb Asistență: 165 Arbitri: Volodkov, Zotin |
| 5 iulie 2014 20:45 | 2× 3×              | Cronica | 5× 3×               | Dom Sportova, Zagreb Asistență: 165 Arbitri: Volodkov, Zotin |

### Grupa C
| Echipa     | M | V | E | Î | GM  | GP  | G   | Pct |
| ---------- | - | - | - | - | --- | --- | --- | --- |
| Ungaria    | 5 | 5 | 0 | 0 | 136 | 82  | +54 | 10  |
| Franța     | 5 | 4 | 0 | 1 | 133 | 100 | +33 | 8   |
| Portugalia | 5 | 3 | 0 | 2 | 121 | 119 | +2  | 6   |
| Suedia     | 5 | 1 | 1 | 3 | 111 | 112 | −1  | 3   |
| Japonia    | 5 | 1 | 1 | 3 | 125 | 157 | −32 | 3   |
| RD Congo   | 5 | 0 | 0 | 5 | 90  | 146 | −56 | 0   |

| 28 iunie 2014 16:15 | Ungaria        | 37 – 19 | Japonia  | Fran Galović, Koprivnica Asistență: 100 Arbitri: Arntsen, Røen |
| 28 iunie 2014 16:15 | Korsós, Tóth 7 | (20–10) | Sasaki 6 | Fran Galović, Koprivnica Asistență: 100 Arbitri: Arntsen, Røen |
| 28 iunie 2014 16:15 | 3× 2×          | Cronica | 1× 2×    | Fran Galović, Koprivnica Asistență: 100 Arbitri: Arntsen, Røen |

| 28 iunie 2014 18:30 | Franța            | 29 – 16 | Portugalia | Fran Galović, Koprivnica Asistență: 250 Arbitri: Lenci, Grillo |
| 28 iunie 2014 18:30 | patru jucătoare 3 | (12–7)  | Gante 6    | Fran Galović, Koprivnica Asistență: 250 Arbitri: Lenci, Grillo |
| 28 iunie 2014 18:30 | 6× 3×             | Cronica | 3× 4×      | Fran Galović, Koprivnica Asistență: 250 Arbitri: Lenci, Grillo |

| 28 iunie 2014 20:45 | Suedia   | 23 – 15 | RD Congo | Fran Galović, Koprivnica Asistență: 200 Arbitri: Antić, Jakovljević |
| 28 iunie 2014 20:45 | Gustin 5 | (12–7)  | Tshela 6 | Fran Galović, Koprivnica Asistență: 200 Arbitri: Antić, Jakovljević |
| 28 iunie 2014 20:45 | 2× 3×    | Cronica | 4× 2× 1× | Fran Galović, Koprivnica Asistență: 200 Arbitri: Antić, Jakovljević |

| 29 iunie 2014 16:00 | Japonia   | 22 – 33 | Franța            | Fran Galović, Koprivnica Asistență: 200 Arbitri: Antić, Jakovljević |
| 29 iunie 2014 16:00 | Sasaki 10 | (9–16)  | Frecon, Flippes 6 | Fran Galović, Koprivnica Asistență: 200 Arbitri: Antić, Jakovljević |
| 29 iunie 2014 16:00 | 1× 3×     | Cronica | 3×                | Fran Galović, Koprivnica Asistență: 200 Arbitri: Antić, Jakovljević |

| 29 iunie 2014 18:15 | RD Congo | 9 – 35  | Ungaria         | Fran Galović, Koprivnica Asistență: 200 Arbitri: Gonzales, Prieto |
| 29 iunie 2014 18:15 | Tshela 3 | (6–13)  | Virág, Korsós 6 | Fran Galović, Koprivnica Asistență: 200 Arbitri: Gonzales, Prieto |
| 29 iunie 2014 18:15 | 5× 3× 1× | Cronica | 6× 3× 1×        | Fran Galović, Koprivnica Asistență: 200 Arbitri: Gonzales, Prieto |

| 29 iunie 2014 20:30 | Portugalia | 22 – 19 | Suedia              | Fran Galović, Koprivnica Asistență: 200 Arbitri: El-Sayed, Rashed |
| 29 iunie 2014 20:30 | Soares 7   | (14–9)  | Massing, Sundberg 4 | Fran Galović, Koprivnica Asistență: 200 Arbitri: El-Sayed, Rashed |
| 29 iunie 2014 20:30 | 8× 4×      | Cronica | 2× 4×               | Fran Galović, Koprivnica Asistență: 200 Arbitri: El-Sayed, Rashed |

| 1 iulie 2014 16:00 | Ungaria  | 21 – 20 | Portugalia | Fran Galović, Koprivnica Asistență: 200 Arbitri: Akpatsa, Assignon |
| 1 iulie 2014 16:00 | Tóth 6   | (12–11) | Soares 8   | Fran Galović, Koprivnica Asistență: 200 Arbitri: Akpatsa, Assignon |
| 1 iulie 2014 16:00 | 7× 2× 1× | Cronica | 7× 3×      | Fran Galović, Koprivnica Asistență: 200 Arbitri: Akpatsa, Assignon |

| 1 iulie 2014 18:15 | Franța        | 28 – 23 | Suedia           | Fran Galović, Koprivnica Asistență: 300 Arbitri: Koo, Lee |
| 1 iulie 2014 18:15 | Prouvensier 6 | (12–9)  | Massing, Ahlen 6 | Fran Galović, Koprivnica Asistență: 300 Arbitri: Koo, Lee |
| 1 iulie 2014 18:15 | 2× 3×         | Cronica | 6× 3×            | Fran Galović, Koprivnica Asistență: 300 Arbitri: Koo, Lee |

| 1 iulie 2014 20:30 | Japonia  | 30 – 27 | RD Congo | Fran Galović, Koprivnica Asistență: 100 Arbitri: El-Sayed, Rashed |
| 1 iulie 2014 20:30 | Sasaki 7 | (16–10) | Betu 10  | Fran Galović, Koprivnica Asistență: 100 Arbitri: El-Sayed, Rashed |
| 1 iulie 2014 20:30 | 5× 3×    | Cronica | 5× 2×    | Fran Galović, Koprivnica Asistență: 100 Arbitri: El-Sayed, Rashed |

| 3 iulie 2014 16:00 | Franța    | 29 - 17 | RD Congo | Fran Galović, Koprivnica Asistență: 100 Arbitri: Akpatsa, Assignon |
| 3 iulie 2014 16:00 | Bouquet 5 | (14-8)  | Tshela 5 | Fran Galović, Koprivnica Asistență: 100 Arbitri: Akpatsa, Assignon |
| 3 iulie 2014 16:00 | 3×        | Cronica | 2×       | Fran Galović, Koprivnica Asistență: 100 Arbitri: Akpatsa, Assignon |

| 3 iulie 2014 18:15 | Suedia              | 20 - 21 | Ungaria            | Fran Galović, Koprivnica Asistență: 350 Arbitri: Grillo, Lenci |
| 3 iulie 2014 18:15 | Nilsson, Sundberg 4 | (12-10) | Korsós, Walfisch 5 | Fran Galović, Koprivnica Asistență: 350 Arbitri: Grillo, Lenci |
| 3 iulie 2014 18:15 | 3×                  | Cronica | 5× 3×              | Fran Galović, Koprivnica Asistență: 350 Arbitri: Grillo, Lenci |

| 3 iulie 2014 20:30 | Portugalia | 34 - 28 | Japonia  | Fran Galović, Koprivnica Asistență: 200 Arbitri: Antić, Jakovljević |
| 3 iulie 2014 20:30 | Soares 9   | (21-15) | Tamura 9 | Fran Galović, Koprivnica Asistență: 200 Arbitri: Antić, Jakovljević |
| 3 iulie 2014 20:30 | 5× 2×      | Cronica | 7× 2×    | Fran Galović, Koprivnica Asistență: 200 Arbitri: Antić, Jakovljević |

| 5 iulie 2014 16:15 | RD Congo         | 22 - 29 | Portugalia  | Fran Galović, Koprivnica Asistență: 150 Arbitri: Grillo, Lenci |
| 5 iulie 2014 16:15 | Bambi, Benzuka 5 | (12-15) | Rodrigues 5 | Fran Galović, Koprivnica Asistență: 150 Arbitri: Grillo, Lenci |
| 5 iulie 2014 16:15 | 4× 1×            | Cronica | 1× 3×       | Fran Galović, Koprivnica Asistență: 150 Arbitri: Grillo, Lenci |

| 5 iulie 2014 18:30 | Suedia             | 26 - 26 | Japonia   | Fran Galović, Koprivnica Asistență: 150 Arbitri: Koo, Lee |
| 5 iulie 2014 18:30 | Eriksson, Gustin 5 | (9-16)  | Sasaki 12 | Fran Galović, Koprivnica Asistență: 150 Arbitri: Koo, Lee |
| 5 iulie 2014 18:30 | 3×                 | Cronica | 3× 2×     | Fran Galović, Koprivnica Asistență: 150 Arbitri: Koo, Lee |

| 5 iulie 2014 20:45 | Ungaria | 22 - 14 | Franța   | Fran Galović, Koprivnica Asistență: 350 Arbitri: Arntsen, Røen |
| 5 iulie 2014 20:45 | Tóth 5  | (13-6)  | Kpodar 5 | Fran Galović, Koprivnica Asistență: 350 Arbitri: Arntsen, Røen |
| 5 iulie 2014 20:45 | 4× 2×   | Cronica | 3× 2×    | Fran Galović, Koprivnica Asistență: 350 Arbitri: Arntsen, Røen |

### Grupa D
| Echipa   | M | V | E | Î | GM  | GP  | G   | Pct |
| -------- | - | - | - | - | --- | --- | --- | --- |
| Rusia    | 5 | 5 | 0 | 0 | 180 | 115 | +65 | 10  |
| România  | 5 | 4 | 0 | 1 | 161 | 126 | +35 | 8   |
| Brazilia | 5 | 3 | 0 | 2 | 116 | 119 | −3  | 6   |
| Slovenia | 5 | 2 | 0 | 3 | 134 | 137 | −3  | 4   |
| China    | 5 | 1 | 0 | 4 | 104 | 149 | −45 | 2   |
| Tunisia  | 5 | 0 | 0 | 5 | 114 | 163 | −49 | 0   |

| 28 iunie 2014 16:15 | Rusia     | 35 – 19 | Brazilia | Graditeljska škola Čakovec, Čakovec Asistență: 100 Arbitri: Leszczyński, Piechota |
| 28 iunie 2014 16:15 | Kojokar 6 | (13–10) | Pessoa 7 | Graditeljska škola Čakovec, Čakovec Asistență: 100 Arbitri: Leszczyński, Piechota |
| 28 iunie 2014 16:15 | 4×        | Cronica | 2× 3×    | Graditeljska škola Čakovec, Čakovec Asistență: 100 Arbitri: Leszczyński, Piechota |

| 28 iunie 2014 18:30 | România           | 35 – 22 | Tunisia    | Graditeljska škola Čakovec, Čakovec Arbitri: González, Prieto |
| 28 iunie 2014 18:30 | patru jucătoare 5 | (20–8)  | Hamrouni 6 | Graditeljska škola Čakovec, Čakovec Arbitri: González, Prieto |
| 28 iunie 2014 18:30 | 4× 3×             | Cronica | 5× 2×      | Graditeljska škola Čakovec, Čakovec Arbitri: González, Prieto |

| 28 iunie 2014 20:45 | Slovenia | 29 – 23 | China  | Graditeljska škola Čakovec, Čakovec Asistență: 200 Arbitri: El-Sayed, Rashed |
| 28 iunie 2014 20:45 | Leski 7  | (13–11) | Jin 10 | Graditeljska škola Čakovec, Čakovec Asistență: 200 Arbitri: El-Sayed, Rashed |
| 28 iunie 2014 20:45 | 8× 4×    | Cronica | 5× 3×  | Graditeljska škola Čakovec, Čakovec Asistență: 200 Arbitri: El-Sayed, Rashed |

| 29 iunie 2014 16:00 | Brazilia | 21 – 26 | România | Graditeljska škola Čakovec, Čakovec Asistență: 200 Arbitri: Koo, Lee |
| 29 iunie 2014 16:00 | Pessoa 7 | (11–14) | Tiron 6 | Graditeljska škola Čakovec, Čakovec Asistență: 200 Arbitri: Koo, Lee |
| 29 iunie 2014 16:00 | 2× 3×    | Cronica | 2× 3×   | Graditeljska škola Čakovec, Čakovec Asistență: 200 Arbitri: Koo, Lee |

| 29 iunie 2014 18:15 | China          | 20 – 32 | Rusia     | Graditeljska škola Čakovec, Čakovec Arbitri: Akpatsa, Assignon |
| 29 iunie 2014 18:15 | Zahng Haixia 5 | (12–15) | Pavlova 6 | Graditeljska škola Čakovec, Čakovec Arbitri: Akpatsa, Assignon |
| 29 iunie 2014 18:15 | 2× 3×          | Cronica | 3× 1×     | Graditeljska škola Čakovec, Čakovec Arbitri: Akpatsa, Assignon |

| 29 iunie 2014 20:30 | Tunisia    | 26 – 33 | Slovenia     | Graditeljska škola Čakovec, Čakovec Asistență: 200 Arbitri: Arntsen, Røen |
| 29 iunie 2014 20:30 | Hachana 10 | (13–19) | Jagurdžija 5 | Graditeljska škola Čakovec, Čakovec Asistență: 200 Arbitri: Arntsen, Røen |
| 29 iunie 2014 20:30 | 3× 2×      | Cronica | 4× 2× 1×     | Graditeljska škola Čakovec, Čakovec Asistență: 200 Arbitri: Arntsen, Røen |

| 1 iulie 2014 16:00 | Rusia     | 43 – 18 | Tunisia    | Graditeljska škola Čakovec, Čakovec Asistență: 100 Arbitri: Grillo, Lenci |
| 1 iulie 2014 16:00 | Hrapova 7 | (23–9)  | Hamrouni 4 | Graditeljska škola Čakovec, Čakovec Asistență: 100 Arbitri: Grillo, Lenci |
| 1 iulie 2014 16:00 | 1× 3×     | Cronica | 3×         | Graditeljska škola Čakovec, Čakovec Asistență: 100 Arbitri: Grillo, Lenci |

| 1 iulie 2014 18:15 | România           | 30 – 24 | Slovenia | Graditeljska škola Čakovec, Čakovec Asistență: 200 Arbitri: Leszczyński, Piechota |
| 1 iulie 2014 18:15 | Constantinescu 10 | (10–14) | Stanko 9 | Graditeljska škola Čakovec, Čakovec Asistență: 200 Arbitri: Leszczyński, Piechota |
| 1 iulie 2014 18:15 | 2× 3×             | Cronica | 3×       | Graditeljska škola Čakovec, Čakovec Asistență: 200 Arbitri: Leszczyński, Piechota |

| 1 iulie 2014 20:30 | Brazilia         | 26 – 12 | China          | Graditeljska škola Čakovec, Čakovec Asistență: 150 Arbitri: Antić, Jakovljević |
| 1 iulie 2014 20:30 | Lima de Araujo 6 | (16–5)  | Zhang Haixia 5 | Graditeljska škola Čakovec, Čakovec Asistență: 150 Arbitri: Antić, Jakovljević |
| 1 iulie 2014 20:30 | 3×               | Cronica | 3×             | Graditeljska škola Čakovec, Čakovec Asistență: 150 Arbitri: Antić, Jakovljević |

| 3 iulie 2014 16:00 | România | 39 - 25 | China       | Graditeljska škola Čakovec, Čakovec Asistență: 100 Arbitri: Arntsen, Røen |
| 3 iulie 2014 16:00 | Tiron 9 | (19-12) | Jin, Tian 5 | Graditeljska škola Čakovec, Čakovec Asistență: 100 Arbitri: Arntsen, Røen |
| 3 iulie 2014 16:00 | 3× 2×   | Cronica | 2× 3×       | Graditeljska škola Čakovec, Čakovec Asistență: 100 Arbitri: Arntsen, Røen |

| 3 iulie 2014 18:15 | Slovenia | 27 - 36 | Rusia       | Graditeljska škola Čakovec, Čakovec Asistență: 250 Arbitri: González, Prieto |
| 3 iulie 2014 18:15 | Stanko 6 | (15-20) | Dmitrieva 7 | Graditeljska škola Čakovec, Čakovec Asistență: 250 Arbitri: González, Prieto |
| 3 iulie 2014 18:15 | 4× 3×    | Cronica | 2× 3×       | Graditeljska škola Čakovec, Čakovec Asistență: 250 Arbitri: González, Prieto |

| 3 iulie 2014 20:30 | Tunisia          | 25 - 28 | Brazilia | Graditeljska škola Čakovec, Čakovec Asistență: 100 Arbitri: Leszczyński, Piechota |
| 3 iulie 2014 20:30 | Farhani, Rejeb 5 | (9-16)  | Pessoa 8 | Graditeljska škola Čakovec, Čakovec Asistență: 100 Arbitri: Leszczyński, Piechota |
| 3 iulie 2014 20:30 | 6× 3× 1×         | Cronica | 4× 2×    | Graditeljska škola Čakovec, Čakovec Asistență: 100 Arbitri: Leszczyński, Piechota |

| 5 iulie 2014 16:15 | China | 24 - 23 | Tunisia    | Graditeljska škola Čakovec, Čakovec Asistență: 100 Arbitri: González, Prieto |
| 5 iulie 2014 16:15 | Jin 5 | (11-10) | Hamrouni 8 | Graditeljska škola Čakovec, Čakovec Asistență: 100 Arbitri: González, Prieto |
| 5 iulie 2014 16:15 | 4× 3× | Cronica | 4× 3×      | Graditeljska škola Čakovec, Čakovec Asistență: 100 Arbitri: González, Prieto |

| 5 iulie 2014 18:30 | Slovenia                  | 21 - 22 | Brazilia | Graditeljska škola Čakovec, Čakovec Asistență: 200 Arbitri: El-Sayed, Rashed |
| 5 iulie 2014 18:30 | Amina Jagurdžija, Ugrin 4 | (12-9)  | Pessoa 7 | Graditeljska škola Čakovec, Čakovec Asistență: 200 Arbitri: El-Sayed, Rashed |
| 5 iulie 2014 18:30 | 6× 2×                     | Cronica | 3× 1×    | Graditeljska škola Čakovec, Čakovec Asistență: 200 Arbitri: El-Sayed, Rashed |

| 5 iulie 2014 20:45 | Rusia       | 34 - 31 | România   | Graditeljska škola Čakovec, Čakovec Asistență: 300 Arbitri: Leszczyński, Piechota |
| 5 iulie 2014 20:45 | Viahireva 7 | (18-14) | Pricopi 8 | Graditeljska škola Čakovec, Čakovec Asistență: 300 Arbitri: Leszczyński, Piechota |
| 5 iulie 2014 20:45 | 4× 3×       | Cronica | 4× 3× 1×  | Graditeljska škola Čakovec, Čakovec Asistență: 300 Arbitri: Leszczyński, Piechota |

## Fazele eliminatorii

### Schema
| Optimile de finală (OF) | Optimile de finală (OF) | Optimile de finală (OF) |  |  | Sferturile de finală (SF) | Sferturile de finală (SF) | Sferturile de finală (SF) |  |  | Semifinalele (Sf) | Semifinalele (Sf) | Semifinalele (Sf) |  |              | Finala       | Finala        | Finala |
|                         |                         |                         |  |  |                           |                           |                           |  |  |                   |                   |                   |  |              |              |               |        |
| B1                      | Danemarca               | 37                      |  |  |                           |                           |                           |  |  |                   |                   |                   |  |              |              |               |        |
| A4                      | Cehia                   | 23                      |  |  | B1                        | Danemarca                 | 36                        |  |  |                   |                   |                   |  |              |              |               |        |
| D3                      | Brazilia                | 23                      |  |  | C2                        | Franța                    | 26                        |  |  |                   |                   |                   |  |              |              |               |        |
| C2                      | Franța                  | 29                      |  |  |                           |                           |                           |  |  | B1                | Danemarca         | 29                |  |              |              |               |        |
| B3                      | Țările de Jos           | 22                      |  |  |                           |                           |                           |  |  | D1                | Rusia             | 31                |  |              |              |               |        |
| A2                      | Croația                 | 21                      |  |  | B3                        | Țările de Jos             | 33                        |  |  |                   |                   |                   |  |              |              |               |        |
| D1                      | Rusia                   | 31                      |  |  | D1                        | Rusia                     | 43                        |  |  |                   |                   |                   |  |              |              |               |        |
| C4                      | Suedia                  | 18                      |  |  |                           |                           |                           |  |  |                   |                   |                   |  |              | D1           | Rusia         | 27     |
| C3                      | Portugalia              | 21                      |  |  |                           |                           |                           |  |  |                   |                   |                   |  |              | A1           | Coreea de Sud | 34     |
| D2                      | România                 | 25                      |  |  | D2                        | România                   | 27                        |  |  |                   |                   |                   |  |              |              |               |        |
| A1                      | Coreea de Sud           | 32                      |  |  | A1                        | Coreea de Sud             | 36                        |  |  |                   |                   |                   |  |              |              |               |        |
| B4                      | Serbia                  | 28                      |  |  |                           |                           |                           |  |  | A1                | Coreea de Sud     | 28                |  |              |              |               |        |
| A3                      | Norvegia                | 24                      |  |  |                           |                           |                           |  |  | B2                | Germania          | 24                |  |              |              |               |        |
| B2                      | Germania                | 27                      |  |  | B2                        | Germania                  | 20                        |  |  |                   |                   |                   |  | Locurile 3-4 | Locurile 3-4 | Locurile 3-4  |        |
| C1                      | Ungaria                 | 26                      |  |  | C1                        | Ungaria                   | 19                        |  |  |                   |                   |                   |  |              | B1           | Danemarca     | 21     |
| D4                      | Slovenia                | 20                      |  |  |                           |                           |                           |  |  |                   |                   |                   |  |              | B2           | Germania      | 20     |

#### Optimile de finală
| 7 iulie 2014 14:00 | Danemarca       | 37 – 23 | Cehia                | Fran Galović, Koprivnica Asistență: 100 Arbitri: El-Sayed, Rashed |
| 7 iulie 2014 14:00 | Cohrt Kyndbøl 7 | (19-10) | Kordovská, Pokorná 5 | Fran Galović, Koprivnica Asistență: 100 Arbitri: El-Sayed, Rashed |
| 7 iulie 2014 14:00 | 2×              | Cronica | 4× 2×                | Fran Galović, Koprivnica Asistență: 100 Arbitri: El-Sayed, Rashed |

| 7 iulie 2014 14:00 | Portugalia | 21 – 25 | România   | Športska dvorana, Dugo Selo Asistență: 30 Arbitri: Erdoğan, Özdeniz |
| 7 iulie 2014 14:00 | Mendes 8   | (9-10)  | Pricopi 9 | Športska dvorana, Dugo Selo Asistență: 30 Arbitri: Erdoğan, Özdeniz |
| 7 iulie 2014 14:00 | 4× 3×      | Cronica | 2× 3×     | Športska dvorana, Dugo Selo Asistență: 30 Arbitri: Erdoğan, Özdeniz |

| 7 iulie 2014 16:15 | Coreea de Sud | 32 – 28 | Serbia          | Fran Galović, Koprivnica Asistență: 200 Arbitri: Leszczyński, Piechota |
| 7 iulie 2014 16:15 | Lee, Yu 6     | (20-15) | Radosavljević 8 | Fran Galović, Koprivnica Asistență: 200 Arbitri: Leszczyński, Piechota |
| 7 iulie 2014 16:15 | 5× 3×         | Cronica | 4× 3×           | Fran Galović, Koprivnica Asistență: 200 Arbitri: Leszczyński, Piechota |

| 7 iulie 2014 16:15 | Brazilia | 23 – 29 | Franța        | Športska dvorana, Dugo Selo Asistență: 200 Arbitri: Boualloucha, Khenissi |
| 7 iulie 2014 16:15 | Pessoa 6 | (11-16) | Prouvensier 7 | Športska dvorana, Dugo Selo Asistență: 200 Arbitri: Boualloucha, Khenissi |
| 7 iulie 2014 16:15 | 2× 3×    | Cronica | 2×            | Športska dvorana, Dugo Selo Asistență: 200 Arbitri: Boualloucha, Khenissi |

| 7 iulie 2014 18:30 | Țările de Jos | 22 – 21 | Croația | Fran Galović, Koprivnica Asistență: 1.000 Arbitri: González, Prieto |
| 7 iulie 2014 18:30 | Smits 9       | (12-10) | Dežić 6 | Fran Galović, Koprivnica Asistență: 1.000 Arbitri: González, Prieto |
| 7 iulie 2014 18:30 | 2× 3×         | Cronica | 1× 2×   | Fran Galović, Koprivnica Asistență: 1.000 Arbitri: González, Prieto |

| 7 iulie 2014 18:30 | Ungaria    | 26 – 20 | Slovenia  | Športska dvorana, Dugo Selo Asistență: 200 Arbitri: Bethmann, Tzaferopoulos |
| 7 iulie 2014 18:30 | Walfisch 5 | (15-12) | Mrmolja 7 | Športska dvorana, Dugo Selo Asistență: 200 Arbitri: Bethmann, Tzaferopoulos |
| 7 iulie 2014 18:30 | 3×         | Cronica | 6× 3×     | Športska dvorana, Dugo Selo Asistență: 200 Arbitri: Bethmann, Tzaferopoulos |

| 7 iulie 2014 20:45 | Norvegia  | 24 – 27 | Germania | Fran Galović, Koprivnica Asistență: 300 Arbitri: Grillo, Lenci |
| 7 iulie 2014 20:45 | Oftedal 8 | (12-13) | Smits 8  | Fran Galović, Koprivnica Asistență: 300 Arbitri: Grillo, Lenci |
| 7 iulie 2014 20:45 | 4× 3×     | Cronica | 3×       | Fran Galović, Koprivnica Asistență: 300 Arbitri: Grillo, Lenci |

| 7 iulie 2014 20:45 | Rusia       | 31 – 18 | Suedia     | Športska dvorana, Dugo Selo Asistență: 100 Arbitri: Li, Wang |
| 7 iulie 2014 20:45 | Viahireva 6 | (17-7)  | Eriksson 7 | Športska dvorana, Dugo Selo Asistență: 100 Arbitri: Li, Wang |
| 7 iulie 2014 20:45 | 1× 3×       | Cronica | 2× 3×      | Športska dvorana, Dugo Selo Asistență: 100 Arbitri: Li, Wang |

#### Sferturile de finală
| 9 iulie 2014 14:00 | Danemarca  | 36 – 26 | Franța             | Fran Galović, Koprivnica Asistență: 200 Arbitri: Florescu, Stoia |
| 9 iulie 2014 14:00 | Haugsted 9 | (20–13) | Horáček, Niakate 5 | Fran Galović, Koprivnica Asistență: 200 Arbitri: Florescu, Stoia |
| 9 iulie 2014 14:00 | 6× 3×      | Cronica | 4× 3×              | Fran Galović, Koprivnica Asistență: 200 Arbitri: Florescu, Stoia |

| 9 iulie 2014 16:15 | Țările de Jos | 33 – 43 | Rusia      | Fran Galović, Koprivnica Asistență: 264 Arbitri: Antić, Jakovljević |
| 9 iulie 2014 16:15 | Pavković 5    | (13–22) | Hrapova 10 | Fran Galović, Koprivnica Asistență: 264 Arbitri: Antić, Jakovljević |
| 9 iulie 2014 16:15 | 2× 3×         | Cronica | 1× 3×      | Fran Galović, Koprivnica Asistență: 264 Arbitri: Antić, Jakovljević |

| 9 iulie 2014 18:30 | România          | 27 – 36 | Coreea de Sud | Fran Galović, Koprivnica Asistență: 350 Arbitri: Arntsen, Røen |
| 9 iulie 2014 18:30 | Constantinescu 6 | (12–20) | Yu 11         | Fran Galović, Koprivnica Asistență: 350 Arbitri: Arntsen, Røen |
| 9 iulie 2014 18:30 | 6× 3× 1×         | Cronica | 4× 2×         | Fran Galović, Koprivnica Asistență: 350 Arbitri: Arntsen, Røen |

| 9 iulie 2014 20:45 | Germania | 20 – 19 | Ungaria            | Fran Galović, Koprivnica Asistență: 500 Arbitri: Volodkov, Zotin |
| 9 iulie 2014 20:45 | Smits 5  | (8–8)   | Szekerczés, Tóth 6 | Fran Galović, Koprivnica Asistență: 500 Arbitri: Volodkov, Zotin |
| 9 iulie 2014 20:45 | 1× 3×    | Cronica | 4× 3×              | Fran Galović, Koprivnica Asistență: 500 Arbitri: Volodkov, Zotin |

#### Semifinalele
| 11 iulie 2014 18:30 | Danemarca  | 29 – 31 | Rusia       | Fran Galović, Koprivnica Asistență: 1.200 Arbitri: El-Sayed, Rashed |
| 11 iulie 2014 18:30 | Tranborg 7 | (13-17) | Dmitrieva 9 | Fran Galović, Koprivnica Asistență: 1.200 Arbitri: El-Sayed, Rashed |
| 11 iulie 2014 18:30 | 2×         | Cronica | 6× 3×       | Fran Galović, Koprivnica Asistență: 1.200 Arbitri: El-Sayed, Rashed |

| 11 iulie 2014 20:45 | Coreea de Sud | 28 – 24 | Germania | Fran Galović, Koprivnica Asistență: 500 Arbitri: Grillo, Lenci |
| 11 iulie 2014 20:45 | Lee 11        | (15-11) | Smits 8  | Fran Galović, Koprivnica Asistență: 500 Arbitri: Grillo, Lenci |
| 11 iulie 2014 20:45 | 3×            | Cronica | 4× 3×    | Fran Galović, Koprivnica Asistență: 500 Arbitri: Grillo, Lenci |

#### Meciul pentru locurile 3-4
| 13 iulie 2014 14:00 | Danemarca                    | 21 – 20 | Germania | Fran Galović, Koprivnica Asistență: 300 Arbitri: Antić, Jakovljević |
| 13 iulie 2014 14:00 | Larsen, Offendal, Wichmann 5 | (11–14) | Weigel 6 | Fran Galović, Koprivnica Asistență: 300 Arbitri: Antić, Jakovljević |
| 13 iulie 2014 14:00 | 3×                           | Cronica | 3×       | Fran Galović, Koprivnica Asistență: 300 Arbitri: Antić, Jakovljević |

#### Finala
| 13 iulie 2014 16:30 | Rusia       | 27 – 34 | Coreea de Sud | Fran Galović, Koprivnica Arbitri: Arntsen, Røen |
| 13 iulie 2014 16:30 | Viahireva 9 | (10–16) | Lee, Yu 9     | Fran Galović, Koprivnica Arbitri: Arntsen, Røen |
| 13 iulie 2014 16:30 | 4× 3×       | Cronica | 4× 2×         | Fran Galović, Koprivnica Arbitri: Arntsen, Røen |

### Barajul pentru locurile 5–8
|  | Semifinalele  | Semifinalele |    |               | Locurile 5-6 | Locurile 5-6 |  |
|  |               |              |    |               |              |              |  |
|  | 11 iulie      |              |    |               |              |              |  |
|  | Franța        | 31           |    |               |              |              |  |
|  | Țările de Jos | 25           |    |               |              |              |  |
|  |               |              |    |               |              |              |  |
|  |               |              |    |               | 13 iulie     |              |  |
|  |               |              |    |               | Franța       | 31           |  |
|  |               | România      | 19 |               |              |              |  |
|  |               |              |    |               |              |              |  |
|  |               |              |    |               |              |              |  |
|  |               |              |    |               | Locurile 7-8 |              |  |
|  | 11 iulie      | 11 iulie     |    | 13 iulie      | 13 iulie     |              |  |
|  | România       | 25           |    | Țările de Jos | 18           |              |  |
|  | Ungaria       | 24           |    |               | Ungaria      | 36           |  |

#### Semifinalele pentru locurile 5–8
| 11 iulie 2014 14:00 | Franța    | 31 – 25 | Țările de Jos            | Fran Galović, Koprivnica Asistență: 200 Arbitri: González, Prieto |
| 11 iulie 2014 14:00 | Niakaté 9 | (14-11) | Smits, van Duijvenbode 6 | Fran Galović, Koprivnica Asistență: 200 Arbitri: González, Prieto |
| 11 iulie 2014 14:00 | 3×        | Cronica | 2× 3×                    | Fran Galović, Koprivnica Asistență: 200 Arbitri: González, Prieto |

| 11 iulie 2014 16:15 | România          | 25 – 24 | Ungaria      | Fran Galović, Koprivnica Asistență: 500 Arbitri: Koo, Lee |
| 11 iulie 2014 16:15 | Constantinescu 6 | (14-15) | Szekerczés 9 | Fran Galović, Koprivnica Asistență: 500 Arbitri: Koo, Lee |
| 11 iulie 2014 16:15 | 5× 3× 1×         | Cronica | 2×           | Fran Galović, Koprivnica Asistență: 500 Arbitri: Koo, Lee |

#### Meciul pentru locurile 7-8
| 13 iulie 2014 09:00 | Țările de Jos  | 18 – 36 | Ungaria          | Fran Galović, Koprivnica Asistență: 200 Arbitri: Boualloucha, Khenissi |
| 13 iulie 2014 09:00 | Steenbakkers 6 | (11–15) | Walfisch, Tóth 7 | Fran Galović, Koprivnica Asistență: 200 Arbitri: Boualloucha, Khenissi |
| 13 iulie 2014 09:00 | 1× 3×          | Cronica | 3×               | Fran Galović, Koprivnica Asistență: 200 Arbitri: Boualloucha, Khenissi |

#### Meciul pentru locurile 5-6
| 13 iulie 2014 11:00 | Franța    | 31 – 19 | România   | Fran Galović, Koprivnica Asistență: 200 Arbitri: Erdoğan, Özdeniz |
| 13 iulie 2014 11:00 | Horáček 7 | (15–8)  | Perianu 6 | Fran Galović, Koprivnica Asistență: 200 Arbitri: Erdoğan, Özdeniz |
| 13 iulie 2014 11:00 | 1× 2×     | Cronica | 3× 2× 1×  | Fran Galović, Koprivnica Asistență: 200 Arbitri: Erdoğan, Özdeniz |

### Barajul pentru locurile 9-16
|  | Sferturile de finală | Sferturile de finală | Sferturile de finală |          |          | Semifinalele | Semifinalele | Semifinalele |          |          | Locul 9  | Locul 9  | Locul 9 |
|  |                      |                      |                      |          |          |              |              |              |          |          |          |          |         |
|  | A4                   | Cehia                | 27                   |          |          |              |              |              |          |          |          |          |         |
|  | D3                   | Brazilia             | 26                   |          |          |              |              |              |          |          |          |          |         |
|  | D3                   | Brazilia             | 26                   |          | A4       | Cehia        | 23           |              |          |          |          |          |         |
|  |                      |                      |                      |          | A4       | Cehia        | 23           |              |          |          |          |          |         |
|  |                      | A2                   | Croația              | 33       |          |              |              |              |          |          |          |          |         |
|  | A2                   | A2                   | Croația              | 33       | Croația  | 26           |              |              |          |          |          |          |         |
|  | A2                   |                      |                      |          | Croația  | 26           |              |              |          |          |          |          |         |
|  | C4                   | Suedia               | 24                   |          |          |              |              |              |          |          |          |          |         |
|  |                      |                      |                      |          |          |              |              |              |          |          | A2       | Croația  | 26      |
|  |                      |                      | A3                   | Norvegia | 34       |              |              |              |          |          |          |          |         |
|  | C3                   | Portugalia           | 26                   |          |          |              |              |              |          |          |          |          |         |
|  | B4                   | Serbia               | 35                   |          |          |              |              |              |          |          |          |          |         |
|  | B4                   | Serbia               | 35                   |          | B4       | Serbia       | 25           |              | Locul 11 | Locul 11 | Locul 11 | Locul 11 |         |
|  |                      |                      |                      |          | B4       | Serbia       | 25           |              | Locul 11 | Locul 11 | Locul 11 | Locul 11 |         |
|  |                      | A3                   | Norvegia             | 39       |          |              |              |              |          |          |          |          |         |
|  | A3                   | A3                   | Norvegia             | 39       | Norvegia | 38           |              | A4           | Cehia    | 33       |          |          |         |
|  | A3                   |                      |                      |          | Norvegia | 38           |              | A4           | Cehia    | 33       |          |          |         |
|  | D4                   | Slovenia             | 24                   |          |          |              |              |              |          |          | B4       | Serbia   | 32      |

#### Sferturile de finală pentru locurile 9–16
| 9 iulie 2014 14:00 | Cehia  | 27 – 26 | Brazilia  | Športska dvorana, Dugo Selo Asistență: 50 Arbitri: Andorka, Hucker |
| 9 iulie 2014 14:00 | Malá 8 | (14–14) | Barbosa 7 | Športska dvorana, Dugo Selo Asistență: 50 Arbitri: Andorka, Hucker |
| 9 iulie 2014 14:00 | 2× 3×  | Cronica | 6× 2×     | Športska dvorana, Dugo Selo Asistență: 50 Arbitri: Andorka, Hucker |

| 9 iulie 2014 16:00 | Croația | 26 – 24 | Suedia     | Športska dvorana, Dugo Selo Asistență: 300 Arbitri: Erdoğan, Özdeniz |
| 9 iulie 2014 16:00 | Mamić 5 | (12–14) | Eriksson 8 | Športska dvorana, Dugo Selo Asistență: 300 Arbitri: Erdoğan, Özdeniz |
| 9 iulie 2014 16:00 | 4× 3×   | Cronica | 4× 3×      | Športska dvorana, Dugo Selo Asistență: 300 Arbitri: Erdoğan, Özdeniz |

| 9 iulie 2014 18:00 | Portugalia | 26 – 35 | Serbia     | Športska dvorana, Dugo Selo Asistență: 150 Arbitri: El-Sayed, Rashed |
| 9 iulie 2014 18:00 | Lopes 8    | (16–15) | Radović 10 | Športska dvorana, Dugo Selo Asistență: 150 Arbitri: El-Sayed, Rashed |
| 9 iulie 2014 18:00 | 3×         | Cronica | 6× 4×      | Športska dvorana, Dugo Selo Asistență: 150 Arbitri: El-Sayed, Rashed |

| 9 iulie 2014 20:00 | Norvegia   | 38 – 24 | Slovenia | Športska dvorana, Dugo Selo Asistență: 300 Arbitri: Koo, Lee |
| 9 iulie 2014 20:00 | Bakkerud 9 | (16–10) | Leski 6  | Športska dvorana, Dugo Selo Asistență: 300 Arbitri: Koo, Lee |
| 9 iulie 2014 20:00 | 2×         | Cronica | 3×       | Športska dvorana, Dugo Selo Asistență: 300 Arbitri: Koo, Lee |

#### Semifinalele pentru locurile 9-16
| 10 iulie 2014 18:00 | Cehia       | 23 – 33 | Croația | Športska dvorana, Dugo Selo Asistență: 200 Arbitri: Leszczyński, Piechota |
| 10 iulie 2014 18:00 | Kordovská 8 | (9–16)  | Mamić 8 | Športska dvorana, Dugo Selo Asistență: 200 Arbitri: Leszczyński, Piechota |
| 10 iulie 2014 18:00 | 4× 3×       | Cronica | 4× 3×   | Športska dvorana, Dugo Selo Asistență: 200 Arbitri: Leszczyński, Piechota |

| 10 iulie 2014 20:00 | Serbia                      | 25 – 39 | Norvegia    | Športska dvorana, Dugo Selo Asistență: 250 Arbitri: Boualloucha, Khenissi |
| 10 iulie 2014 20:00 | Janjušević, Radosavljević 5 | (12-22) | Bakkerud 10 | Športska dvorana, Dugo Selo Asistență: 250 Arbitri: Boualloucha, Khenissi |
| 10 iulie 2014 20:00 | 2× 3×                       | Cronica | 1× 3×       | Športska dvorana, Dugo Selo Asistență: 250 Arbitri: Boualloucha, Khenissi |

#### Meciul pentru locurile 11-12
| 12 iulie 2014 18:00 | Cehia   | 33 – 32 | Serbia           | Športska dvorana, Dugo Selo Asistență: 100 Arbitri: Florescu, Stoia |
| 12 iulie 2014 18:00 | Malá 12 | (15–17) | Radosavljević 10 | Športska dvorana, Dugo Selo Asistență: 100 Arbitri: Florescu, Stoia |
| 12 iulie 2014 18:00 | 5× 3×   | Cronica | 5× 4×            | Športska dvorana, Dugo Selo Asistență: 100 Arbitri: Florescu, Stoia |

#### Meciul pentru locurile 9-10
| 12 iulie 2014 20:00 | Croația    | 26 – 34 | Norvegia            | Športska dvorana, Dugo Selo Asistență: 400 Arbitri: Volodkov, Zotin |
| 12 iulie 2014 20:00 | Pavlović 5 | (14–15) | Bakkerud, Ingstad 8 | Športska dvorana, Dugo Selo Asistență: 400 Arbitri: Volodkov, Zotin |
| 12 iulie 2014 20:00 | 3×         | Cronica | 5× 3×               | Športska dvorana, Dugo Selo Asistență: 400 Arbitri: Volodkov, Zotin |

### Barajul pentru locurile 13-16
|  | Semifinalele | Semifinalele |    |          | Locul 13   | Locul 13 |  |
|  |              |              |    |          |            |          |  |
|  | 10 iulie     |              |    |          |            |          |  |
|  | Brazilia     | 20           |    |          |            |          |  |
|  | Suedia       | 22           |    |          |            |          |  |
|  |              |              |    |          |            |          |  |
|  |              |              |    |          | 12 iulie   |          |  |
|  |              |              |    |          | Suedia     | 30       |  |
|  |              | Slovenia     | 20 |          |            |          |  |
|  |              |              |    |          |            |          |  |
|  |              |              |    |          |            |          |  |
|  |              |              |    |          | Locul 15   |          |  |
|  | 10 iulie     | 10 iulie     |    | 12 iulie | 12 iulie   |          |  |
|  | Portugalia   | 26           |    | Brazilia | 33         |          |  |
|  | Slovenia     | 28           |    |          | Portugalia | 28       |  |

#### Semifinalele pentru locurile 13-16
| 10 iulie 2014 14:00 | Brazilia | 20 – 22 | Suedia     | Športska dvorana, Dugo Selo Asistență: 40 Arbitri: Antić, Jakovljević |
| 10 iulie 2014 14:00 | Pessoa 4 | (8–12)  | Eriksson 7 | Športska dvorana, Dugo Selo Asistență: 40 Arbitri: Antić, Jakovljević |
| 10 iulie 2014 14:00 | 4× 3×    | Cronica | 2× 3×      | Športska dvorana, Dugo Selo Asistență: 40 Arbitri: Antić, Jakovljević |

| 10 iulie 2014 16:00 | Portugalia | 26 – 28 | Slovenia | Športska dvorana, Dugo Selo Asistență: 200 Arbitri: Al-Watani, Qamber |
| 10 iulie 2014 16:00 | Lopes 10   | (14–15) | Stanko 6 | Športska dvorana, Dugo Selo Asistență: 200 Arbitri: Al-Watani, Qamber |
| 10 iulie 2014 16:00 | 3×         | Cronica | 3× 4×    | Športska dvorana, Dugo Selo Asistență: 200 Arbitri: Al-Watani, Qamber |

#### Meciul pentru locurile 15-16
| 12 iulie 2014 14:00 | Brazilia    | 33 – 28 | Portugalia      | Športska dvorana, Dugo Selo Asistență: 50 Arbitri: Bethmann, Tzaferopoulos |
| 12 iulie 2014 14:00 | Guarieiro 7 | (19–18) | Lopes, Soares 9 | Športska dvorana, Dugo Selo Asistență: 50 Arbitri: Bethmann, Tzaferopoulos |
| 12 iulie 2014 14:00 | 3× 4×       | Cronica | 5× 3×           | Športska dvorana, Dugo Selo Asistență: 50 Arbitri: Bethmann, Tzaferopoulos |

#### Meciul pentru locurile 13-14
| 12 iulie 2014 16:00 | Suedia  | 30 – 20 | Slovenia | Športska dvorana, Dugo Selo Asistență: 100 Arbitri: Andorka, Hucker |
| 12 iulie 2014 16:00 | Ahlen 5 | (17–6)  | Stanko 6 | Športska dvorana, Dugo Selo Asistență: 100 Arbitri: Andorka, Hucker |
| 12 iulie 2014 16:00 | 3×      | Cronica | 3× 2×    | Športska dvorana, Dugo Selo Asistență: 100 Arbitri: Andorka, Hucker |

### Barajul pentru locurile 17–20
|  | Semifinalele | Semifinalele |    |           | Locul 17 | Locul 17 |  |
|  |              |              |    |           |          |          |  |
|  | 7 iulie      |              |    |           |          |          |  |
|  | Uruguay      | 27           |    |           |          |          |  |
|  | Argentina    | 25           |    |           |          |          |  |
|  |              |              |    |           |          |          |  |
|  |              |              |    |           | 9 iulie  |          |  |
|  |              |              |    |           | Uruguay  | 28       |  |
|  |              | Japonia      | 29 |           |          |          |  |
|  |              |              |    |           |          |          |  |
|  |              |              |    |           |          |          |  |
|  |              |              |    |           | Locul 19 |          |  |
|  | 7 iulie      | 7 iulie      |    | 9 iulie   | 9 iulie  |          |  |
|  | Japonia      | 28           |    | Argentina | 21       |          |  |
|  | China        | 27           |    |           | China    | 28       |  |

#### Semifinalele pentru locurile 17–20
| 7 iulie 2014 14:00 | Uruguay    | 27 – 25 | Argentina       | Graditeljska škola Čakovec, Čakovec Asistență: 100 Arbitri: Koo, Lee |
| 7 iulie 2014 14:00 | Barreiro 8 | (11-11) | Freytes, Sans 6 | Graditeljska škola Čakovec, Čakovec Asistență: 100 Arbitri: Koo, Lee |
| 7 iulie 2014 14:00 | 2×         | Cronica | 4× 1×           | Graditeljska škola Čakovec, Čakovec Asistență: 100 Arbitri: Koo, Lee |

| 7 iulie 2014 16:00 | Japonia        | 28 – 27 | China   | Graditeljska škola Čakovec, Čakovec Asistență: 150 Arbitri: Al-Watani, Qamber |
| 7 iulie 2014 16:00 | Fukata, Tamura | (15-12) | Zhang 6 | Graditeljska škola Čakovec, Čakovec Asistență: 150 Arbitri: Al-Watani, Qamber |
| 7 iulie 2014 16:00 | 4× 3×          | Cronica | 4× 3×   | Graditeljska škola Čakovec, Čakovec Asistență: 150 Arbitri: Al-Watani, Qamber |

#### Meciul pentru locurile 19-20
| 9 iulie 2014 14:00 | Argentina  | 21 – 28 | China | Graditeljska škola Čakovec, Čakovec Asistență: 50 Arbitri: Boualloucha, Khenissi |
| 9 iulie 2014 14:00 | Castelli 6 | (8–17)  | Yu 6  | Graditeljska škola Čakovec, Čakovec Asistență: 50 Arbitri: Boualloucha, Khenissi |
| 9 iulie 2014 14:00 | 2×         | Cronica | 2×    | Graditeljska škola Čakovec, Čakovec Asistență: 50 Arbitri: Boualloucha, Khenissi |

#### Meciul pentru locurile 17-18
| 9 iulie 2014 16:00 | Uruguay     | 28 – 29 | Japonia   | Graditeljska škola Čakovec, Čakovec Asistență: 100 Arbitri: Bethmann, Tzaferopoulos |
| 9 iulie 2014 16:00 | Barreiro 12 | (14–16) | Sasaki 11 | Graditeljska škola Čakovec, Čakovec Asistență: 100 Arbitri: Bethmann, Tzaferopoulos |
| 9 iulie 2014 16:00 | 6× 4×       | Cronica | 4× 3×     | Graditeljska škola Čakovec, Čakovec Asistență: 100 Arbitri: Bethmann, Tzaferopoulos |

### Barajul pentru locurile 21–24
|  | Semifinalele | Semifinalele |    |           | Locul 21 | Locul 21 |  |
|  |              |              |    |           |          |          |  |
|  | 7 iulie      |              |    |           |          |          |  |
|  | Kazahstan    | 20           |    |           |          |          |  |
|  | Angola       | 33           |    |           |          |          |  |
|  |              |              |    |           |          |          |  |
|  |              |              |    |           | 9 iulie  |          |  |
|  |              |              |    |           | Angola   | 30       |  |
|  |              | Tunisia      | 21 |           |          |          |  |
|  |              |              |    |           |          |          |  |
|  |              |              |    |           |          |          |  |
|  |              |              |    |           | Locul 23 |          |  |
|  | 7 iulie      | 7 iulie      |    | 9 iulie   | 9 iulie  |          |  |
|  | RD Congo     | 18           |    | Kazahstan | 23 (4)   |          |  |
|  | Tunisia      | 25           |    |           | RD Congo | 23 (1)   |  |

#### Semifinalele pentru locurile 21–24
| 7 iulie 2014 18:00 | Kazahstan   | 20 – 33 | Angola     | Graditeljska škola Čakovec, Čakovec Asistență: 100 Arbitri: Antić, Jakovljević |
| 7 iulie 2014 18:00 | Kapralova 4 | (10-17) | Nenganga 9 | Graditeljska škola Čakovec, Čakovec Asistență: 100 Arbitri: Antić, Jakovljević |
| 7 iulie 2014 18:00 | 3×          | Cronica | 2×         | Graditeljska škola Čakovec, Čakovec Asistență: 100 Arbitri: Antić, Jakovljević |

| 7 iulie 2014 20:00 | RD Congo | 18 – 25 | Tunisia    | Graditeljska škola Čakovec, Čakovec Asistență: 100 Arbitri: Andorka, Hucker |
| 7 iulie 2014 20:00 | Tshela 5 | (7-11)  | Hamrouni 5 | Graditeljska škola Čakovec, Čakovec Asistență: 100 Arbitri: Andorka, Hucker |
| 7 iulie 2014 20:00 | 6× 3×    | Cronica | 1× 3×      | Graditeljska škola Čakovec, Čakovec Asistență: 100 Arbitri: Andorka, Hucker |

#### Meciul pentru locurile 23-24
| 9 iulie 2014 18:00 | Kazahstan         | 23 – 23 | Congo DR | Graditeljska škola Čakovec, Čakovec Asistență: 100 Arbitri: Akpatsa, Assignon |
| 9 iulie 2014 18:00 | Ahmet, Ukbenova 5 | (12–10) | Tshela 7 | Graditeljska škola Čakovec, Čakovec Asistență: 100 Arbitri: Akpatsa, Assignon |
| 9 iulie 2014 18:00 | 5× 2×             | Cronica | 3× 1×    | Graditeljska škola Čakovec, Čakovec Asistență: 100 Arbitri: Akpatsa, Assignon |

Kazahstan a câștigat la lovituri de la 7 m cu 4–1.

#### Meciul pentru locurile 21-22
| 9 iulie 2014 20:00 | Angola    | 30 – 21 | Tunisia    | Graditeljska škola Čakovec, Čakovec Asistență: 100 Arbitri: Li, Wang |
| 9 iulie 2014 20:00 | Machado 8 | (17–12) | Hamrouni 7 | Graditeljska škola Čakovec, Čakovec Asistență: 100 Arbitri: Li, Wang |
| 9 iulie 2014 20:00 | 2× 3×     | Cronica | 3× 2×      | Graditeljska škola Čakovec, Čakovec Asistență: 100 Arbitri: Li, Wang |

## Clasament și statistici

### Clasamentul final
| Loc | Echipă        |
| --- | ------------- |
|     | Coreea de Sud |
|     | Rusia         |
|     | Danemarca     |
| 4   | Germania      |
| 5   | Franța        |
| 6   | România       |
| 7   | Ungaria       |
| 8   | Țările de Jos |
| 9   | Norvegia      |
| 10  | Croația       |
| 11  | Cehia         |
| 12  | Serbia        |
| 13  | Suedia        |
| 14  | Slovenia      |
| 15  | Brazilia      |
| 16  | Portugalia    |
| 17  | Japonia       |
| 18  | Uruguay       |
| 19  | China         |
| 20  | Argentina     |
| 21  | Angola        |
| 22  | Tunisia       |
| 23  | Kazahstan     |
| 24  | RD Congo      |

### Premii
Jucătoarea competiției (MVP)
- Hyojin Lee (KOR)

Cea mai bună marcatoare (golgheter)
- Hyojin Lee (KOR) (64 de goluri)

Echipa ideală a competiției (All-star team)
- Portar:  Dinah Eckerle (GER)
- Extremă dreapta:  Anna Viahireva (RUS)
- Inter dreapta:  Luca Szekerczés (HUN)
- Centru:  Daria Dmitrieva (RUS)
- Inter stânga:  Line Haugsted (DEN)
- Extremă stânga:  Julie Kjær Larsen (DEN)
- Pivot:  Won Seon-pil (KOR)

Selecție realizată de către oficialii echipelor și experți ai IHF: IHF.info

### Clasamentul marcatoarelor
Actualizat pe data de 13 iulie 2014
| Poz. | Nume                | Echipă        | Goluri | Șuturi | %     |
| ---- | ------------------- | ------------- | ------ | ------ | ----- |
| 1    | Hyojin Lee          | Coreea de Sud | 64     | 100    | 64%   |
| 2    | Martina Barreiro    | Uruguay       | 62     | 95     | 65,3% |
| 3    | Haruno Sasaki       | Japonia       | 58     | 108    | 53,7% |
| 4    | Xsenia Smits        | Germania      | 54     | 111    | 48,6% |
| 5    | Sanja Radosavljević | Serbia        | 53     | 76     | 69,7% |
| 6    | Sojeong Yu          | Coreea de Sud | 50     | 76     | 65.8% |
| 7    | Anna Viahireva      | Rusia         | 49     | 70     | 70.0% |
| 8    | Veronika Malá       | Cehia         | 49     | 71     | 69%   |
| 9    | Anđela Janjušević   | Serbia        | 49     | 88     | 55,7% |
| 10   | Gabriela Pessoa     | Brazilia      | 49     | 92     | 53,3% |

Sursa: IHF.com